# NGC 2010
NGC 2010 je otvoreni skup u zviježđu Stolu. 

## Vanjske poveznice
- SEDS: NGC 2010